# أنطونيا سانتا ماريا
أنطونيا سانتا ماريا (بالإسبانية: Antonia Santa María)‏ هي ممثلة تشيلية، ولدت في 22 يوليو 1979 في سانتياغو في تشيلي.

## وصلات خارجية
- أنطونيا سانتا ماريا على موقع IMDb (الإنجليزية)
- أنطونيا سانتا ماريا على موقع قاعدة بيانات الفيلم (الإنجليزية)